# Blanat
Albums de Nino Ferrer
Véritables variétés verdâtres
(1977) La Carmencita
(1980)
Blanat est le dixième album studio de Nino Ferrer, paru en 1979 sur le label Free Bird Records. 

## Historique
Enregistré au château Blanat, dans le Lot, en 1976 et mixé à la Taillade en 1977-1978, il est composé essentiellement de titres avec des paroles en anglais, à l'exception du dernier titre, L'Arbre noir, l'un des premiers textes écrits par Ferrer qui dut attendre vingt ans pour le mettre en musique.
À l'origine, Ferrer devait enregistrer l'album avec des musiciens américains que lui avait présentés Gilbert Montagné. Mais alors que tout le matériel était préparé au château de Blanat, avec pour objectif enregistrer l'album et celui de Montagné, le temps passait et l'alchimie entre Ferrer et les musiciens ne fonctionnait pas,. Le chanteur fit alors appel à Mickey Finn ainsi que les autres membres du groupe Leggs, ce qui permit d'enregistrer sept chansons en quelques jours,.
Alors qu'il doit un album à CBS, il se doute que le label ne ferait rien avec ses compositions en anglais qu'il venait d'enregistrer et retourne en studio pour enregistrer Véritables variétés verdâtres. Après avoir quitté CBS, il signe chez un petit label, Free Bird Records.

## Accueil
Dès sa sortie, Blanat reçoit un bon accueil de la presse musicale et se vend à plus de 30 000 exemplaires , malgré la faillite de la maison de disques Free Bird.

## Liste des titres
| No | Titre                                                                                               | Paroles et musique            | Durée |
| -- | --------------------------------------------------------------------------------------------------- | ----------------------------- | ----- |
| 1. | Introduction (paroles tirées du troisième chant de l'Enfer de la Divine Comédie de Dante Alighieri) | Nino Ferrer, Dante Alighieri  |       |
| 2. | Little Lili                                                                                         | Miriam Cutler, Nino Ferrer    |       |
| 3. | Bloody Flamenco                                                                                     | Nino Ferrer                   |       |
| 4. | Michael and Jane                                                                                    | Gilbert Montagné, Nino Ferrer |       |
| 5. | Boogie On                                                                                           | Ronnie Thomas                 |       |
| 6. | Scopa                                                                                               | Nino Ferrer                   |       |
| 7. | Fallen Angels                                                                                       | Mickey Finn                   |       |
| 8. | L'Arbre noir                                                                                        | Nino Ferrer                   |       |

## Crédits
- Nino Ferrer : chant, guitare sèche, guitare électrique, moog et chœurs
- Mickey Finn : guitare électrique
- Ronnie Thomas : basse
- Keith Boyce : batterie
- Brian Johnston : re-recording de claviers